# مختار تلوبيردي
مختار تلوبيردي (مواليد 30 يونيو 1968) هو سياسي كازاخي، يشغل منصب وزير الخارجية منذ سبتمبر 2019 كما يشغل منصب نائب رئيس الوزراء عليخان سمايلوف منذ يناير 2022.